# Rudolf Fuksa

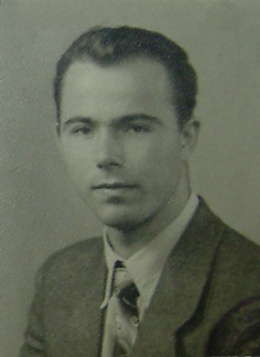
Rudolf Fuksa w 1951 roku

Rudolf Fuksa (ur. 27 listopada 1930 w Švermovie, zm. 9 sierpnia 1952 w Pradze) - czechosłowacki współpracownik amerykańskich służb wywiadowczych w okresie powojennym

## Życiorys
Uczył się w szkole w Kostelcu nad Labem. Po zakończeniu II wojny światowej jego rodzice przenieśli się do Liberca. Rudolf Fuksa do marca 1949 r. pracował w firmie drukarskiej, kiedy zmobilizowano go do Korpusu Bezpieczeństwa Narodowego (SNB). Po przeszkoleniu w październiku tego roku rozpoczął służbę w Straży Pogranicznej. W poł. kwietnia 1950 r. został odkomenderowany na 4-miesięczny kurs radiotelegraficzny w Zbirohu. Po powrocie do oddziału dokonał kilka drobnych kradzieży, za co był sądzony i skazany na 1 rok więzienia. 6 sierpnia 1951 r. zdezerterował, przechodząc granicę z RFN. Podjął współpracę z amerykańskimi służbami wywiadowczymi. 19 października tego roku wraz z innym uciekinierem z Czechosłowacji Jiřím Hejną przeszedł z powrotem do kraju. W Pilźnie został jednak rozpoznany przez byłego kolegę. Już 27 października w mieście Klatovy obu agentów aresztowali funkcjonariusze StB. Po procesie skazano ich na karę śmierci. W 1990 r. R. Fuksa został zrehabilitowany. W 2008 r. w Chrastavie na domu, w którym mieszkała jego rodzina, odsłonięto tablicę pamiątkową.